# Little Rural Riding Hood
«Деревенская Красная Шапочка» (англ. Little Rural Riding Hood) — анимационный короткометражный мультфильм, созданный студией Metro-Goldwyn-Mayer cartoon studio. Режиссёр — Текс Эйвери, задуман как продолжение его мультфильма 1943 года Red Hot Riding Hood.
В 1994 году мультфильм вошёл в список 50 величайших мультфильмов. По сути, это пересказ басни Эзопа — «Городская мышь и деревенская мышь».

## Сюжет
Фильм открывается стереотипной деревенской версией Красной Шапочки, которая везёт «подпитку» (плоскую фляжку самогона) своей бабушке, проживающей на ферме. Возле фермерского дома Волк обращается к зрителям, говоря, что не хочет есть Шапочку — на самом деле он влюблён в неё и мечтает её поцеловать.
После комичной погони вокруг фермы Волк ловит Красную Шапочку. Они собираются поцеловаться, как вдруг Волку приходит телеграмма от его городского кузена с приглашением познакомиться с тамошней Красной Шапочкой (Рыжей из «Red Hot Riding Hood»). Увидев её фотографию, деревенский Волк моментально влюбляется в неё и уезжает в город.
В отличие от деревенского собрата, городской Волк богат, обходителен и утончён. Он ведёт кузена в местный ночной клуб, где городская Шапочка (Рыжая) исполняет соблазнительные танцы и поёт песню «Оh, Wolfie» (на мотив «Oh Johnny, Oh Johnny, Oh!»; элементы этой сцены были переработаны из мультфильма Эйвери 1945 года «Swing Shift Cinderella»). На протяжении всего выступления деревенский Волк свистит и с вожделением смотрит на Рыжую, полностью возбуждаясь от неё. Однако, прежде чем он успевает броситься к ней на сцену, городской Волк нокаутирует его (схватив его за подтяжки, вставив в них молоток, а затем отпустив, чтобы тот отскочил), после чего отвозит обратно в деревню, чувствуя, что городская жизнь кузену «не по зубам».
По прибытии на ферму волки обнаруживают, что их ждёт деревенская Шапочка. Городской Волк приходит от неё в восторг, однако деревенский Волк, в свою очередь, останавливает его тем же способом, каким был остановлен сам. Предвкушая возможность вновь увидеть городскую Шапочку, он решает подвезти кузена домой, утверждая, что «деревенская жизнь ему не по зубам», и возвращается в город.

## Актёры озвучивания
- Пинто Колвиг — Деревенский Волк[3][4]
- Коллин Коллинс — Деревенская Красная Шапочка[3][4]
- Доуз Батлер — Городской Волк / посыльный[3][4]
- Имоджин Линн[англ.] — Городская Красная Шапочка (по архивным материалам из Swing Shift Cinderella)[3][4]

## Съёмочная группа
- Режиссёр: Текс Эйвери
- Сценарий: Рич Хоган, Джек Косгрифф
- Аниматоры: Уолтер Клинтон, Боб Кэннон, Грант Симмонс, Майкл Ла
- Фон: Джон Дидрик Джонсен (в титрах не указан)
- Музыка: Скотт Брэдли
- Продюсер: Фред Куимби

## Другое
- Tex Avery Screwball Classics: Volume 2[англ.](Blu-Ray)